# Símbolo não lógico
O conjunto dos símbolos não lógicos (pré-AO 1990: símbolos não-lógicos) é a parte de uma linguagem de primeira ordem que informa a sua “área de especialidade” (além da expressividade geral). Uma ideia análoga pode ser vista na distinção entre axiomas lógicos e os axiomas “próprios”, “profissionais” da teoria específica que se está axiomatizando ou investigando.
Os símbolos não-lógicos são estruturados de acordo com a assinatura adotada. Eles são os símbolos de função e os símbolos de relação (predicados) dessa assinatura e cada um deles (seja símbolo de relação ou de função) tem uma aridade. As constantes, por serem funções 0-árias, são também símbolos não-lógicos.

## Exemplo
Considere a seguinte fórmula lógica:
{\displaystyle (A\land R(x))\to (F(x)\leq 2)}
R(x) e {\displaystyle \leq } são relações, F(x) é uma função e 2 é uma constante. Todos eles são, portanto, símbolos não-lógicos.

## Igualdade e pertinência
Quando usado para indicar identidade, o símbolo "=", igualdade, não é considerado um símbolo não-lógico.
Alfred Tarski, em um artigo publicado postumamente, intitulado "What are Logical Notions?", afirmou que a pertinência de um elemento a um conjunto, normalmente representada pelo símbolo {\displaystyle \in }, é lógica se a teoria dos conjuntos segue a teoria dos tipos, e não-lógica se a teoria dos conjuntos é determinada axiomaticamente, como é o caso dos axiomas de Zermelo-Fraenkel.